# Vinji Vrh (gmina Šmartno pri Litiji)
Vinji Vrh – wieś w Słowenii, w gminie Šmartno pri Litiji. W 2018 roku liczyła 14 mieszkańców.